# Мендес, Бруно
Бру́но Ме́ндес Читтади́ни (исп. Bruno Méndez Cittadini; род. 10 сентября 1999, Монтевидео) — уругвайский футболист, защитник испанского клуба «Гранада» и сборной Уругвая.

## Клубная карьера
Мендес — воспитанник клуба «Монтевидео Уондерерс». 19 ноября 2017 года в матче против «Рампла Хуниорс» он дебютировал в уругвайской Примере. 21 октября 2018 года в поединке против столичного «Ривер Плейта» Бруно забил свой первый гол за «Монтевидео Уондерерс».
8 февраля 2019 года бразильский «Коринтианс» объявил о переходе Мендеса в команду. 9 июня в матче против «Крузейро» он дебютировал в бразильской Серии A.

## Международная карьера
16 ноября 2018 года в товарищеском матче против Бразилии Мендес дебютировал за сборную Уругвая.
В том же году в составе Мендес принял участие в молодёжном чемпионате мира в Польше. На турнире он сыграл в матчах против команд Гондураса, Норвегии, Новой Зеландии и Эквадора.
В 2019 году в составе олимпийской сборной Уругвая Мендес принял участие в Панамериканских играх в Перу. На турнире он сыграл в матчах против команд Аргентины, Ямайки, Гондураса и Мексики.